# Horišni Plavni
Horišni Plavni (in ucraino Горішні Плавні?) è una città ucraina (49 854 abitanti) nel distretto di Kremenčuk, nell'oblast' di Poltava. Ospita l'amministrazione della comunità territoriale di Horišni Plavni, una delle comunità territoriali dell'Ucraina.
Fino al 2016 era chiamata Komsomol's'k (in ucraino Комсомольськ?).
Fino al 18 luglio 2020 Horišni Plavni costituiva una città di rilevanza regionale e non apparteneva ad alcun distretto. Come parte della riforma amministrativa dell'Ucraina, che ridusse a quattro il numero di distretti dell'oblast' di Poltava, la città fu integrata nel distretto di Kremenčuk.

## Società

### Evoluzione demografica
| 1991   | 2001   |
| ------ | ------ |
| 56 000 | 52 000 |